# Эвит
Эвит (др.-греч. Εὔιτος) — македонский сатрап Арии и Дрангианы в конце IV века до н. э.

## Биография
После пленения Антигоном Одноглазым Эвмена в результате предательства аргираспидов во время битвы при Габиене в 317/316 году до н. э. Верхние сатрапии Македонской империи перешли под контроль победителя. Часть сторонников Эвмена сохранила свои посты, так как, по словам Диодора, «они зарекомендовали себя хорошо по отношению к жителям и имели много сторонников». По замечанию Н. Д. Двуреченской и А. Н. Горина, Антигон также осознавал необходимость скорейшего своего возвращения к Средиземноморью, а восточные земли находились на значительном отдалении от основного театра военных действий между диадохами.
В отличие от других сатрапий Антигон сменил сатрапа Арии и Дрангианы Стасандра на Эвита. По утверждению Р. Биллоуза, назначение свидетельствует о большом значение Эвита в окружении Антигона и доверии с его стороны. Спустя непродолжительное время после назначения Эвит умер. Его преемником стал Эвагор.